# Stenoscinis longipes
Stenoscinis longipes är en tvåvingeart som först beskrevs av Friedrich Hermann Loew 1863.  Stenoscinis longipes ingår i släktet Stenoscinis och familjen fritflugor. Inga underarter finns listade i Catalogue of Life.